# Kamienica przy ul. Armii Krajowej 6 w Kłodzku
Kamienica przy ul. Armii Krajowej 6 w Kłodzku – pochodząca z XVII wieku renesansowa kamienica, położona w obrębie starówki.

## Historia
Budynek został wzniesiony w XVII wieku, dwukondygnacyjny wykusz został dorobiony w okresie późniejszym lub był przerabiany. W tym samym czasie w którym powstał wykusz, przerobiono szczyt fasady.
Decyzją wojewódzkiego konserwatora zabytków z dnia 30 listopada 1984 roku kamienica została wpisana do rejestru zabytków

## Architektura
Kamienica jest trójtraktowa, o czterech kondygnacjach i dwupoziomowym poddaszu. Elewacja posiada w parterze i na pierwszym piętrze cztery osie okien, na drugim i trzecim piętrze — pięć. W niższej części szczytu mieszczą się trzy osie, w wyższej — dwie. Portal jest renesansowy, skromny, pełnołukowy, boniowany, o silnych impostach. Szczyt jest bogaty, o fantazyjnym wykroju, jego ogólna sylwetka pozostała niezmieniona w czasie przeróbki wykusza, lecz elewację pozbawiono podziału pilastrami, które istniały jeszcze w 1889 roku. Mimo wątpliwej autentyczności dom posiada wartość jako efektowne zamknięcie perspektywy ulicy Wojska Polskiego.

## Galeria

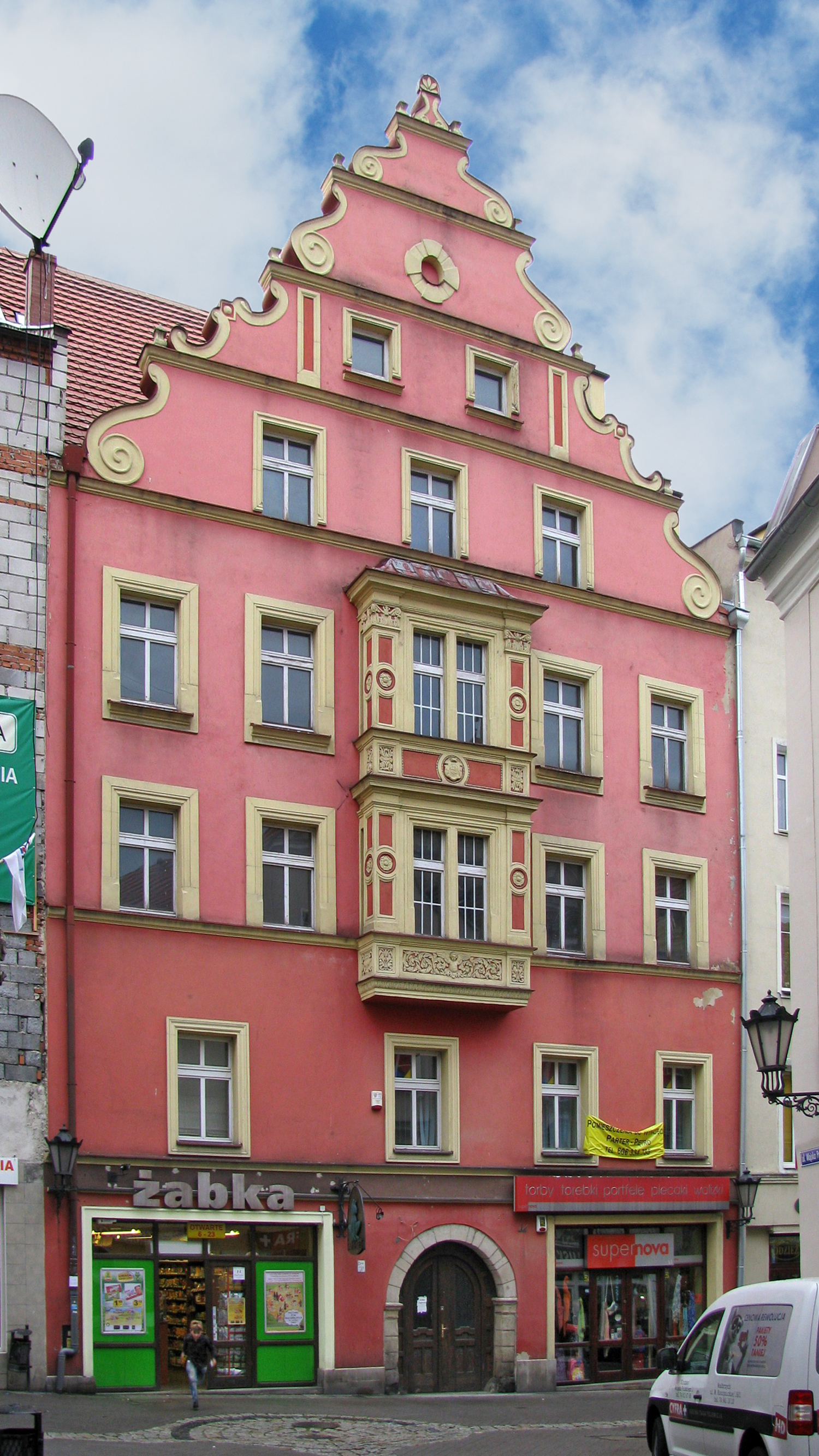
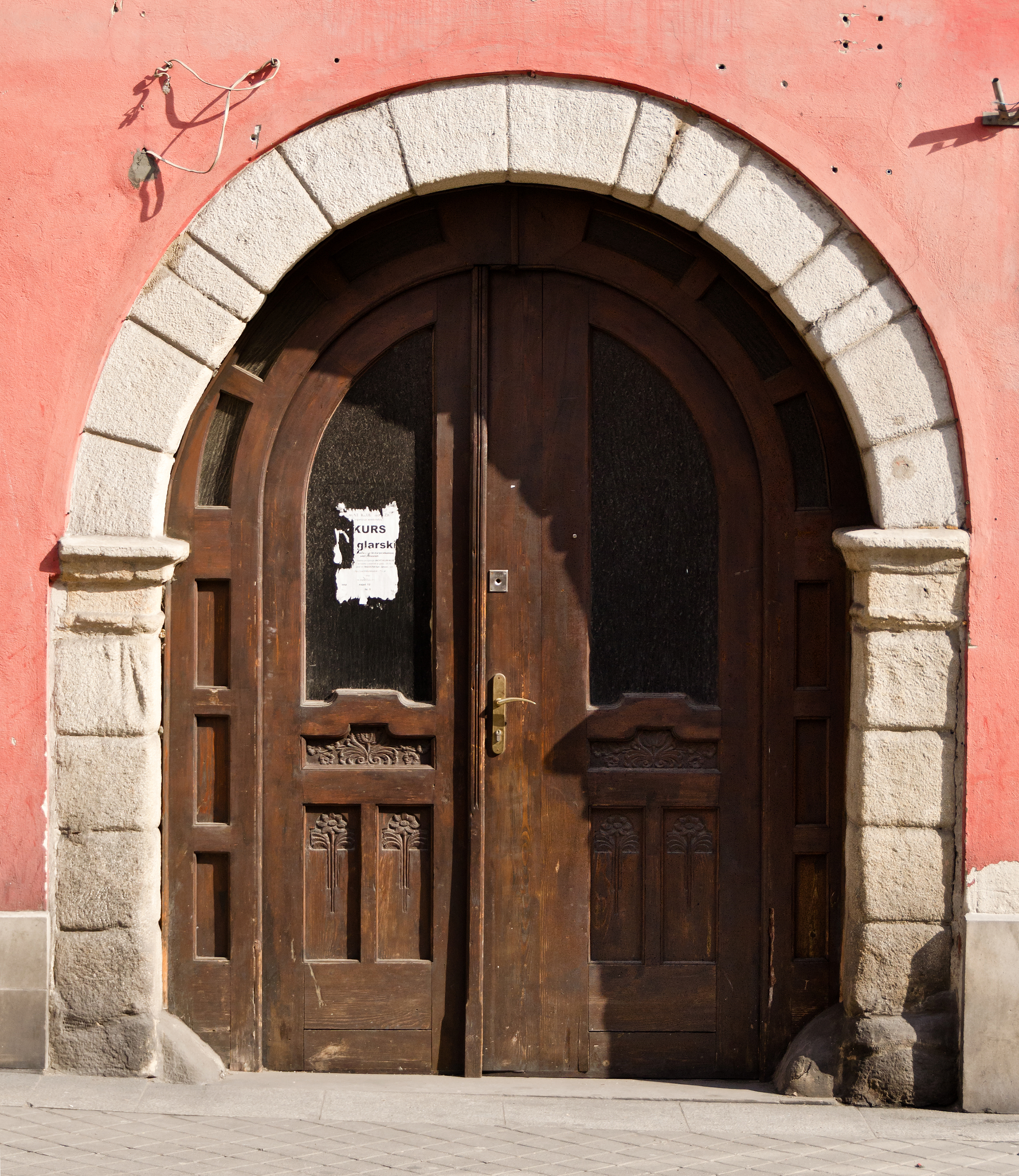
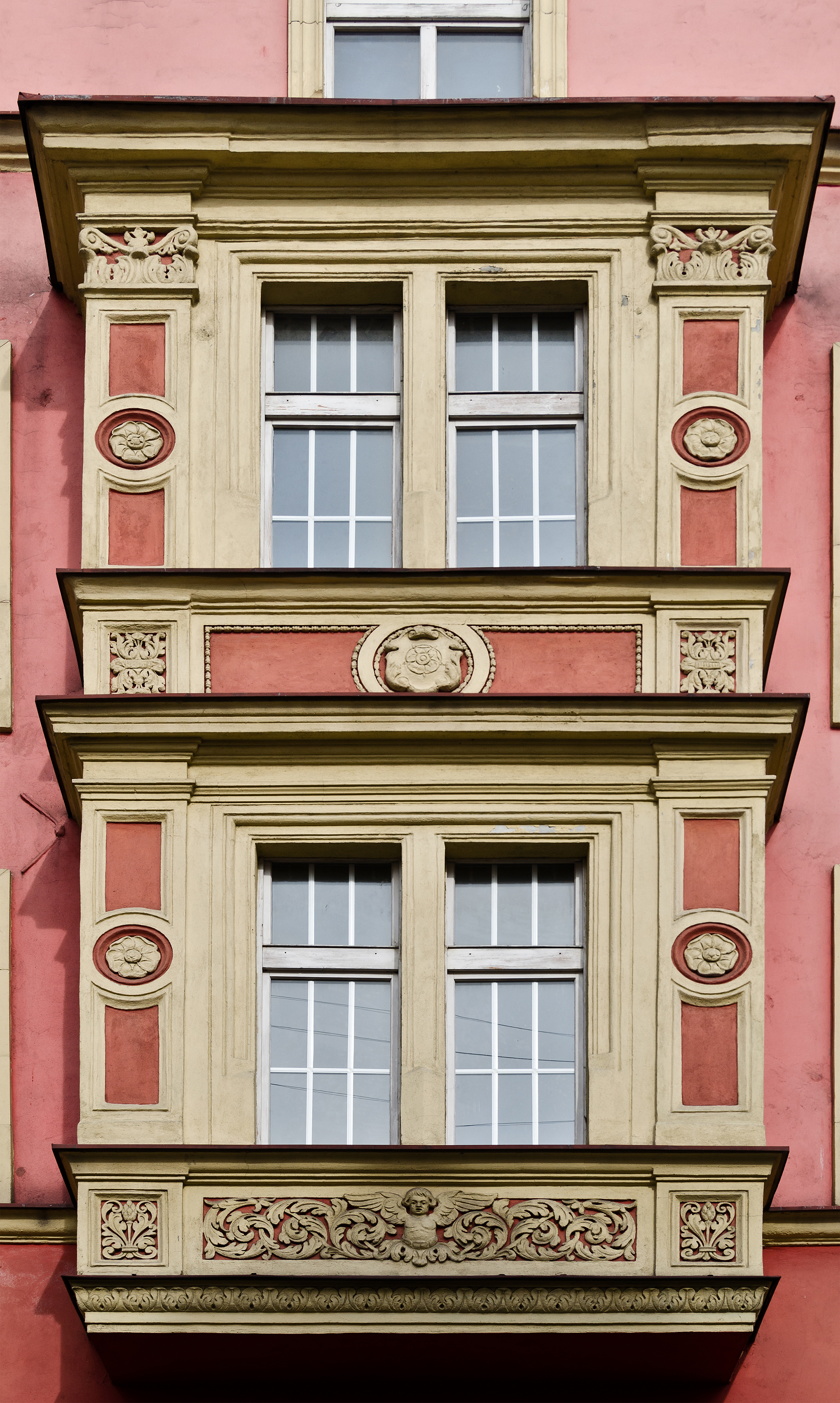
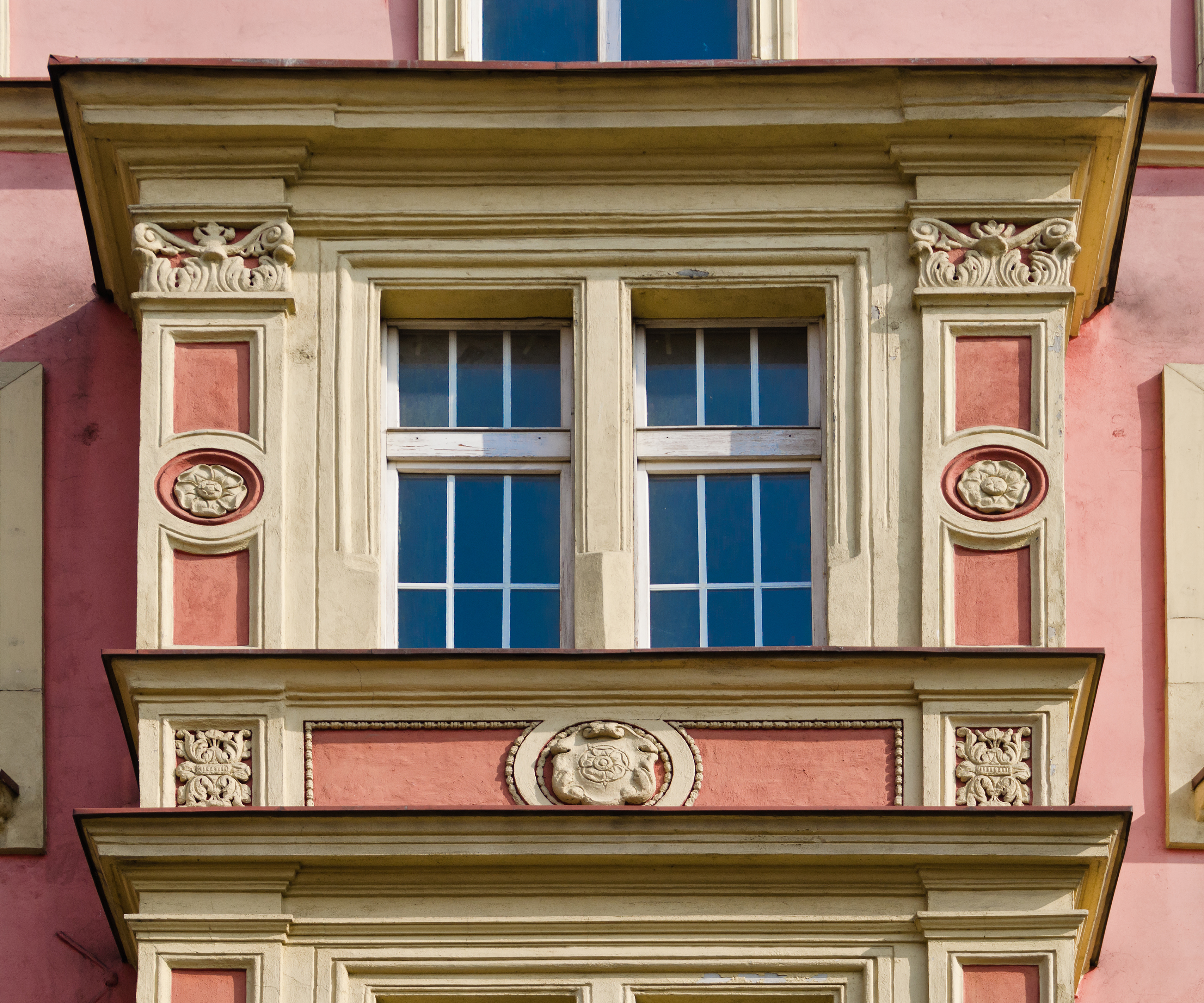
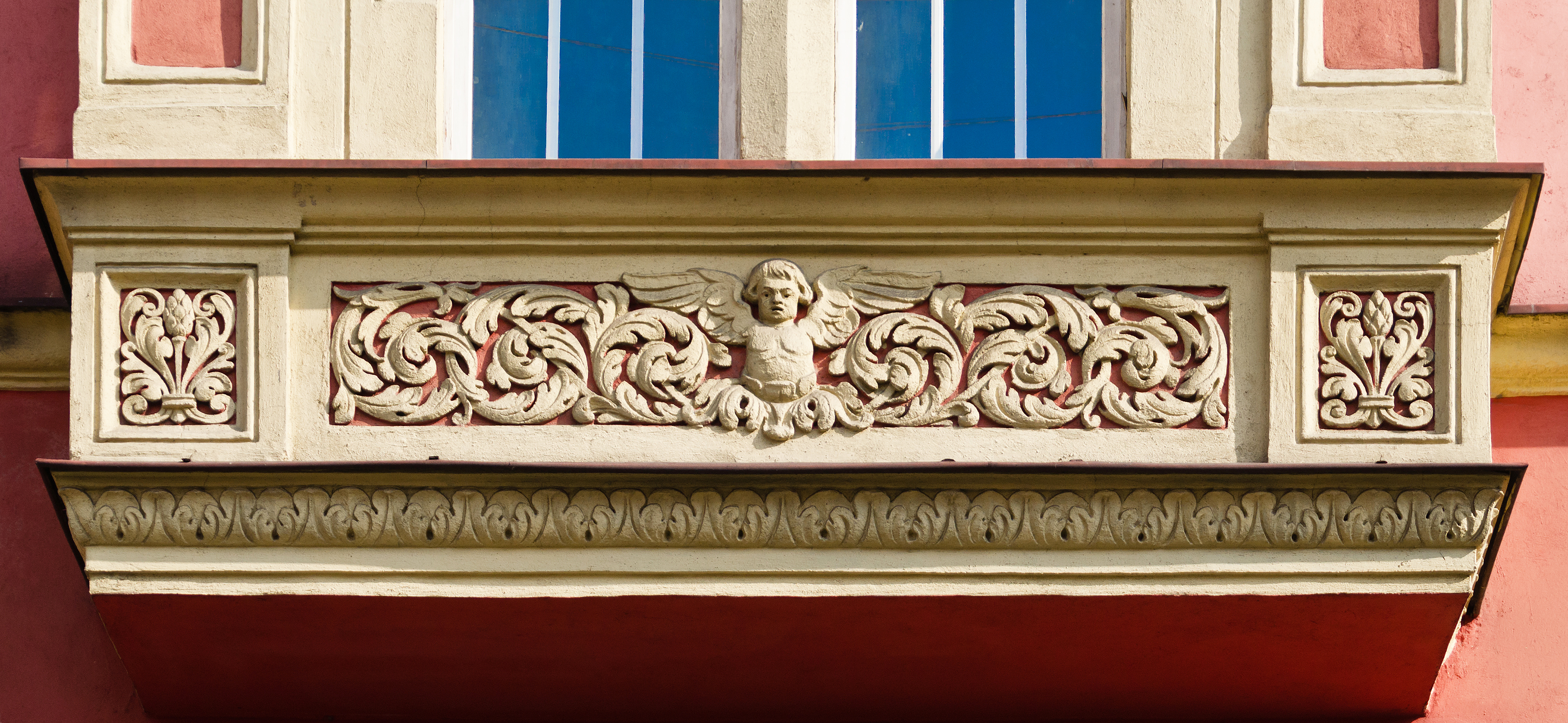